# بورلی ماری امرسون
بورلی ام. امِرسون (زادهٔ ۱۸ ژانویهٔ ۱۹۵۲) استاد ممتاز علوم زیستی در مؤسسه مطالعات زیستی سالک است که جزئیاتی را دربارهٔ چگونگی مقاوم‌شدن سرطان در برابر دارو کشف کرده‌است. او هم‌اکنون استاد برجسته در مؤسسه سرطان نایت وابسته به دانشگاه علوم و سلامت اورگن است. او عضو انجمن پیشرفت علوم آمریکا و آکادمی هنرها و علوم آمریکا است.

## اوایل زندگی و تحصیلات
امِرسون در یوجین، اورگن به دنیا آمد. والدینش زمانی که او کودک بود از هم جدا شدند و مادرش تبدیل به یک جهان‌گرد شد. پدرش بوکسور آماتور و مادرش قمارباز بود. امِرسون به مدت یک سال در مدرسه دخترانه «لا شاتلنِی» در  نوشاتل تحصیل کرد. او زیست‌شناسی را در دانشگاه کالیفرنیا، سن دیگو خواند. برای تأمین هزینه‌های تحصیلش، به‌عنوان کارهاپ در شونیز و پیشخدمت در یک استیک‌فروشی کار می‌کرد. او در طول دوره کارشناسی، یک سال را در دانشگاه سنت اندروز (۱۹۷۲) گذراند، جایی که با دونالد هلینسکی و پیتر گایدوشک همکاری کرد. او برای تحصیلات تکمیلی به دانشگاه واشینگتن در سن‌لوئیس پیوست و در سال ۱۹۸۱ دکترای زیست‌شناسی مولکولی را زیر نظر رابرت جی. رئودر دریافت کرد. او در دوران دکترا با چالش‌هایی مواجه شد اما شرلی ام. تیلمان که به‌عنوان سخنران مهمان به سیاتل آمده‌بود، به او کمک کرد. امِرسون به‌عنوان پژوهشگر پسادکتری در مؤسسه ملی سلامت کار کرد، جایی که تحقیقاتش دربارهٔ رونویسی را آغاز کرد. او در سراسر دوران حرفه‌ای‌اش به بررسی چگونگی اختلال در روند رونویسی و بروز بیماری ادامه داده‌است.

## پژوهش و حرفه
امرسون در سال ۱۹۸۶ به مؤسسه مطالعات زیست‌شناسی سالک پیوست. او هم‌زمان با کاترین جونز به این مؤسسه پیوست. وی موفق به دریافت جایزه دانشمند جوان پیو شد و یک موقعیت وابسته در دانشگاه کالیفرنیا، سن دیگو داشت. امرسون در سال ۱۹۹۹ به درجه استادی ارتقاء یافت.
آزمایشگاه امرسون بررسی می‌کرد که ژن‌ها چگونه در طول مسیر ابتلا به سرطان فعال یا غیرفعال می‌شوند. مطالعه چگونگی خاموش‌شدن ژن‌های مهارکننده تومور در طول سرطان، هدف بسیاری از پژوهشگران بوده‌است. او یک تنظیم‌کننده نوین برای بیان ژن در سرطان شناسایی کرد. او عملکردهای پروتئین مهارکننده تومور پی۵۳ را شناسایی کرد؛ پروتئینی که در بیشتر سرطان‌های انسانی دچار جهش می‌شود و فرآیند توقف چرخه یا آپوپتوز را مختل می‌کند. امرسون بررسی‌هایی بیوشیمیایی و سلولی بر روی پی۵۳ انجام داد. او همچنین پروتئین تی‌جی‌اف-بتا۱ را مورد مطالعه قرار داد؛ عاملی تبدیل‌کننده رشد که پیش‌تر تصور می‌شد مانع از بروز سرطان می‌شود. امرسون دریافت که هنگامی که یک سلول وارد حالت پیش‌سرطانی می‌شود، تی‌جی‌اف-بتا۱ می‌تواند در واقع باعث پیشرفت سرطان گردد. او سپس بررسی کرد که چگونه پاسخ به تنش در بافت پستان می‌تواند باعث آغاز زودهنگام سرطان شود. او خانواده ژنی بتاگلوبین را نیز مورد مطالعه قرار داد و دریافت که این خانواده توسط ای‌کی‌ال‌اف فعال می‌شود؛ عاملی رونویسی دارای ساختار انگشت روی است. وی با مؤسسه باززایی کالیفرنیا همکاری کرده‌است. در سال ۲۰۱۷، امِرسون شکایتی به دلیل تبعیض جنسیتی علیه مؤسسه مطالعات زیستی سالک مطرح کرد. او گزارشی تهیه کرد که فرهنگ حاکم در مؤسسه مطالعات زیستی سالک را ارزیابی می‌کرد و نشان داد که زنان کمتر استخدام می‌شوند و آزمایشگاه‌های کوچکتری دریافت می‌کنند، با وجود اینکه منابع مالی بیشتری از مؤسسه ملی سلامت جذب کرده بودند. در آوریل ۲۰۱۸، خبرهایی منتشر شد مبنی بر این‌که ایندر ورما سال‌ها زنان را در مؤسسه مطالعات زیستی سالک مورد آزار قرار داده است و امِرسون یکی از قربانیان او در سپتامبر ۲۰۰۱ بوده است. او ابتدا به مرخصی اداری فرستاده شد و سپس پیش از آنکه هیئت امنای مؤسسه اقدامی انجام دهند، در ژوئن ۲۰۱۸ استعفا داد. پرونده امِرسون به دادگاه رفت و در نوامبر ۲۰۱۸ به توافق رسید. امِرسون بیش از سی سال را در مؤسسه مطالعات زیستی سالک گذراند. او در سال ۲۰۱۷ مؤسسه را ترک کرد، زمانی که قراردادش تمدید نشد چرا که نتوانست منابع مالی لازم برای پرداخت نیمی از حقوق خود را تأمین کند. او به دانشگاه علوم و سلامت اورگن پیوست، جایی که در آن به عنوان یکی از دانشمندان برجسته مشغول به هدایت پروژه‌های پژوهشی شد.
او در سال ۲۰۱۵ به عنوان عضو منتخب انجمن آمریکایی برای پیشرفت علم معرفی شد.